# Frank Oppenheimer
Frank Friedman Oppenheimer (Nova Iorque, 14 de agosto de 1912 — Sausalito (Califórnia), 3 de fevereiro de 1985) foi um físico estadunidense.
Trabalhou no Projeto Manhattan e fundador do Exploratorium em São Francisco (Califórnia). Foi o irmão mais novo de Robert Oppenheimer, primeiro diretor do Laboratório Nacional de Los Alamos.

## Vida
Irmão mais novo do renomado físico J. Robert Oppenheimer, Frank Oppenheimer realizou pesquisas sobre aspectos da física nuclear durante a época do Projeto Manhattan e fez contribuições para o enriquecimento de urânio. Após a guerra, o envolvimento anterior de Oppenheimer com o Partido Comunista Americano o colocou sob escrutínio e ele renunciou ao cargo de físico na Universidade de Minnesota. Oppenheimer foi alvo do macarthismo e foi proibido de encontrar qualquer cargo de professor de física nos Estados Unidos até 1957, quando foi autorizado a ensinar ciências em uma escola secundária no Colorado. Esta reabilitação permitiu-lhe ganhar uma posição na Universidade do Colorado ensinando física. Em 1969, Oppenheimer fundou o Exploratorium em San Francisco e atuou como seu primeiro diretor até sua morte em 1985.